# Hot Rap Songs
Hot Rap Songs (anteriormente conocido como Hot Rap Tracks y Hot Rap Singles) es un gráfico publicado semanalmente por Billboard en los Estados Unidos. Enumera las 25 canciones de hip-hop/rap más populares, calculadas semanalmente por transmisión en estaciones de radio rítmicas y urbanas y ventas en mercados exclusivos o enfocados en el hip hop. La transmisión de datos y descargas digitales se agregaron a la metodología para determinar las clasificaciones de las listas en 2012.